# Палмер, Джаред
Джа́ред Э́йсли Па́лмер (англ. Jared Eiseley Palmer; р. 2 июля 1971, Нью-Йорк) — американский профессиональный теннисист, бывшая первая ракетка мира в парном разряде. Четырёхкратный победитель турниров Большого шлема в мужском и смешанном парном разряде, обладатель Кубка Дэвиса 1995 года в составе сборной США.

## Спортивная карьера

### Начало карьеры: 1988—1993
Джаред Палмер впервые принял участие в профессиональном теннисном турнире в 16 лет, в апреле 1988 года, когда проиграл в первом круге турнира Гран-при в Чарльстоне. В августе он вышел в свой первый финал профессионального турнира на «челленджере» в Уиннетке (Иллинойс) в паре с Питом Сампрасом, а потом в одиночном разряде пробился во второй круг Открытого чемпионата США. В 1989 году Джаред дошёл до финала на Открытом чемпионате Франции среди юношей в одиночном разряде и выиграл Уимблдонский турнир среди юношей в паре с Джонатаном Старком. В том же году он начал учёбу в Стэнфордском университете и на втором курсе выиграл студенческий (NCAA) чемпионат США и Канады в одиночном разряде. Был включён в символическую любительскую сборную США.
Летом 1991 года Палмер с Джонатаном Старком дважды выходил в полуфинал турниров АТР-тура в парном разряде, а потом дошёл до третьего круга на Открытом чемпионате США. В начале 1992 года они выиграли турнир Гран-при в Веллингтоне, а затем пробились в четвертьфинал Открытого чемпионата Австралии, победив по пути посеянных первыми Джона Фицджеральда и Андерса Яррида. До конца года с Бретом Гарнеттом и Патриком Макинроем Палмер ещё четырежды играл в финалах турниров АТР и один из них, в Вашингтоне, выиграл. Он закончил год на 25-м месте в списке лучших теннисистов, выступающих в парном разряде. В одиночном разряде он выиграл в сентябре свой первый «челленджер», победив в финале турнира в Фэрфилде (Коннектикут) Алекса О’Брайена, а всего за год поднялся в рейтинге почти на триста позиций, из пятой сотни в середину второй.
В 1993 году лучшим результатом Палмера в одиночном разряде стал выход в третий круг турнира АТР высшей категории в Париже после победы над Рихардом Крайчеком, в тот момент двенадцатой ракеткой мира. После этого он вплотную приблизился к сотому месту в рейтинге. В парах он, хотя и не сумел повторить прошлогодних успехов, дважды играл в финалах турниров АТР и выиграл два «челленджера», что позволило ему сохранить место в числе 50 лучших игроков в парном разряде.

### Вхождение в элиту и травмы: 1994—1999
1994 год стал лучшим для Палмера в его карьере в одиночном разряде. За год он дважды выходил в финал на турнирах АТР, в Пайнхерсте (Северная Каролина) и в Тулузе. В финале турнира в Пайнхерсте он победил девятую ракетку мира Тодда Мартина, завоевав единственный в карьере титул в одиночном разряде. Сразу после победы в Пайнхерсте он ещё раз обыграл Мартина на турнире в Корал-Спрингз (Флорида). Год он закончил на 36-м месте в рейтинге теннисистов в одиночном разряде. В парном разряде он десять раз за год играл в финалах турниров АТР-тура с пятью разными партнёрами (чаще всего с Патриком Макинроем) и четырежды добивался победы. Два из проигранных финалов, в Майами и Торонто, он провёл в турнирах высшей категории, ATP Championship Series, Single Week, а в финале турнира в Окленде они с Макинроем победили первую пару мира, Патрика Гэлбрайта и Гранта Коннелла. С Макинроем Палмер дошёл также до четвертьфинала Открытого чемпионата США. После победы на турнире в Базеле он впервые вошёл в десятку сильнейших теннисистов в парном разряде. В июле и сентябре Палмер провёл свои первые матчи за сборную США в Кубке Дэвиса, с которой дошёл до полуфинала турнира.
В 1995 году лучшим достижением Палмера в одиночном разряде стал выход в четвёртый круг Открытого чемпионата США, что является его высшим достижением в этом разряде на турнирах Большого шлема. Он дошёл также до третьего круга на Уимблдоне. В обоих случаях дорогу ему преграждали гранды — Пит Сампрас в Лондоне и Андре Агасси в Нью-Йорке. В парах он, как и год назад, выиграл четыре турнира, но это были турниры более высокого ранга. В январе он с Ричи Ренебергом победил на Открытом чемпионате Австралии, а в феврале с ним же на турнире категории ATP Championship Series в Мемфисе, после которого поднялся до седьмого места в рейтинге. Они дошли также до третьего круга на Уимблдоне и выиграли обе совместных игры в первом круге и четвертьфинале Кубка Дэвиса. В конце года Палмер завоевал ещё два титула (в том числе на Кубке Кремля) с Джимом Грэббом и Байроном Блэком, а сборная США, с которой он начал сезон, успешно завершила его, завоевав Кубок Дэвиса; правда, на финальный матч с Россией Палмера не пригласили: в ноябре он лёг на артроскопическую операцию коленных суставов на обеих ногах.
В 1996 году Палмер выступал нерегулярно, сначала оправляясь после операции, а в конце снова получив травму, и фактически отыграл только с середины марта до конца августа. В одиночном разряде он провёл в общей сложности меньше двадцати матчей, а в парах чуть больше двадцати, успев при этом дойти с Джонатаном Старком до полуфинала Открытого чемпионата Франции. Во втором круге они победили одну из посеянных пар — Байрона Блэка и Гранта Коннелла. В ноябре он снова лёг на операцию, на этот раз в связи с разрывом плечевой вращающей манжеты. Сезон 1997 года он также не сумел закончить, порвав в апреле мышцу правого бедра. Уже с порванной мышцей он выиграл в паре с Кристо ван Ренсбургом «челленджер» в Братиславе, после чего не выступал до конца сезона.
С мая 1998 года Палмер возобновил активные выступления. Бо́льшую часть сезона он провёл в турнирах уровня ITF Futures и ATP Challenger, выиграв три из них в парах и один в одиночном разряде, а в конце года с Джеффом Таранго победил на своём втором Кубке Кремля, вернувшись в число ста лучших теннисистов в парном разряде. В 1999 году Палмер практически прекратил выступления в одиночном разряде, сосредоточившись на игре в парах. В течение сезона с ним выступали разные партнёры, но наибольших успехов он добился с Паулом Хархёйсом из Нидерландов. Вместе они сыграли в пяти финалах, в том числе на Уимблдонском турнире и турнирах высшей категории в Гамбурге и Париже. За год Палмер выиграл два турнира, сначала с Алексом О’Брайеном в Дохе, а затем с Хархёйсом в Индианаполисе, а в конце года выступил с Хархёйсом в чемпионате АТР-тура, где они, однако, не сумели преодолеть групповой этап. Тем не менее Палмер закончил год на пятом месте в рейтинге.

### Пик карьеры: 2000—2002
2000 год Палмер практически полностью провёл с Алексом О’Брайеном. Вместе они дошли до полуфиналов на Открытом чемпионате Австралии и на Открытом чемпионате США, а также до четвертьфинала на Уимблдоне. Они выиграли два турнира, в том числе турнир категории Masters в Индиан-Уэллс (ещё один турнир Палмер выиграл с Ренебергом), и один раз проиграли в финале. На Олимпиаде в Сиднее они были посеяны под вторым номером, но неожиданно проиграли первый же свой матч против соперников с Багамских островов. Они также выступали вместе в составе сборной США в Кубке Дэвиса и командном Кубке мира в Дюссельдорфе, а в конце года второй раз за карьеру Палмера сыграли в финальном турнире сезона, однако из группы снова не вышли. После победы в Индиан-Уэллс Палмер на месяц вышел на первое место в рейтинге игроков в парном разряде, а закончил год седьмым. Кроме того, за год он дважды выиграл турниры Большого шлема, сначала Открытый чемпионат Австралии, а затем Открытый чемпионат США, в смешанном парном разряде с Ренне Стаббз и Аранчей Санчес.
В следующем сезоне основным партнёром Палмера стал другой его соотечественник, Дональд Джонсон. В паре они выиграли Уимблдонский турнир и дошли до финала Открытого чемпионата США, а всего за год завоевали шесть титулов и ещё дважды играли в финале. В итоге Палмер занял в конце года четвёртое место в рейтинге. В этом сезоне финальный турнир среди пар официально не проводился, но в январе 2002 года для лучших пар был организован неофициальный Кубок Вызова в Бангалоре. На этом турнире Палмеру наконец удалось выйти из группы, но в полуфинале они с Джонсоном проиграли Павелу Визнеру и Петру Пале из Чехии.
Джонсон оставался партнёром Палмера и большую часть 2002 года. Они расстались после Открытого чемпионата США, успев выиграть два турнира в начале сезона, побывать ещё в двух финалах, в том числе на турнире высшей категории в Майами, и дойти до полуфинала на Открытом чемпионате Австралии и на Уимблдоне. После финала в Майами Палмер вернулся на первую строчку в рейтинге, где оставался больше двух месяцев, до середины июня. Заканчивал он сезон уже с другими партнёрами, Дэвидом Адамсом из ЮАР, с которым победил в октябре в Санкт-Петербурге, и Евгением Кафельниковым, и к концу года по-прежнему оставался в первой десятке рейтинга, хотя и далеко от первого места.

### Завершение карьеры: 2003—2005
В 2003 году Палмер сменил ряд партнёров, больше всего выступая с Джонсоном, Джошуа Иглом из Австралии и Давидом Риклом из Чехии, но ни с кем из них не достиг значительных успехов. Его лучшими достижениями стали два финала турниров АТР (в Мюнхене и Ноттингеме) с Иглом и четвертьфинал Открытого чемпионата Австралии с Джонсоном, а также победа с Риклом в первом круге турнира в Мадриде над первой парой мира, братьями Бобом и Майком Брайанами. К концу года Палмер опустился в рейтинге за пределы первой двадцатки.
На следующий год партнёром Палмера стал чех Павел Визнер. За год они выиграли три турнира и дошли до полуфинала турнира серии Masters в Цинциннати, но этого оказалось недостаточно, чтобы попасть в число сильнейших пар мира, разыгрывавших Кубок Мастерс в конце сезона. В итоге перед сезоном 2005 года они расстались, и Палмер снова начал менять партнёров. Он выступал с Мартином Даммом в начале года, с Грейдоном Оливером в середине и с Тревисом Пэрроттом ближе к концу, но только один раз, в Ноттингеме, дошёл до полуфинала. В итоге после Открытого чемпионата США Палмер принял решение о завершении игровой карьеры. В 2006 году он вернулся в Стэнфордский университет, чтобы закончить учёбу и получить учёную степень по истории.

## Место в рейтинге в конце года
| Год  | Одиночный разряд | Парный разряд |
| ---- | ---------------- | ------------- |
| 2005 |                  | 160           |
| 2004 |                  | 22            |
| 2003 |                  | 24            |
| 2002 |                  | 9             |
| 2001 | 1383             | 4             |
| 2000 | 357              | 7             |
| 1999 | 437              | 6             |
| 1998 | 174              | 86            |
| 1997 | 892              | 506           |
| 1996 | 214              | 82            |
| 1995 | 125              | 14            |
| 1994 | 36               | 11            |
| 1993 | 105              | 43            |
| 1992 | 149              | 25            |
| 1991 | 427              | 141           |

## Участие в финалах турниров Большого шлема за карьеру (6)

### Мужской парный разряд (4)

#### Победы (2)
| Год  | Турнир                       | Партнёр         | Соперники в финале        | Счёт в финале         |
| ---- | ---------------------------- | --------------- | ------------------------- | --------------------- |
| 1995 | Открытый чемпионат Австралии | Ричи Ренеберг   | Даниэль Нестор Марк Ноулз | 6-3, 3-6, 6-3, 6-2    |
| 2001 | Уимблдонский турнир          | Дональд Джонсон | Иржи Новак Давид Рикл     | 6-4, 4-6, 6-3, 7-6(6) |

#### Поражения (2)
| Год  | Турнир                 | Партнёр         | Соперники в финале         | Счёт в финале             |
| ---- | ---------------------- | --------------- | -------------------------- | ------------------------- |
| 1999 | Уимблдонский турнир    | Паул Хархёйс    | Махеш Бхупати Леандер Паес | 6-7(10), 6-3, 6-4, 7-6(4) |
| 2001 | Открытый чемпионат США | Дональд Джонсон | Уэйн Блэк Кевин Ульетт     | 7-6(9), 2-6, 6-3          |

### Смешанный парный разряд (2)
Победы (2)
| Год  | Турнир                       | Партнёр               | Соперники в финале                  | Счёт в финале |
| ---- | ---------------------------- | --------------------- | ----------------------------------- | ------------- |
| 2000 | Открытый чемпионат Австралии | Ренне Стаббз          | Аранча Санчес Викарио Тодд Вудбридж | 7-5, 7-6(3)   |
| 2000 | Открытый чемпионат США       | Аранча Санчес Викарио | Анна Курникова Максим Мирный        | 6-4, 6-3      |

## Титулы за карьеру (31)
| Легенда                                |
| -------------------------------------- |
| Большой шлем (4)                       |
| Кубок Мастерс (0)                      |
| Mercedes Super 9 (1)                   |
| ATP Championship Series / ATP Gold (6) |
| ATP World / ATP International (20)     |

### Одиночный разряд (1)
| Дата       | Турнир                            | Покрытие | Соперник в финале | Счёт в финале |
| ---------- | --------------------------------- | -------- | ----------------- | ------------- |
| 2 мая 1994 | Пайнхерст, Северная Каролина, США | Грунт    | Тодд Мартин       | 6-4, 7-6(5)   |

### Мужской парный разряд (28)
| №   | Дата        | Турнир                                        | Покрытие | Партнёр         | Соперники в финале                  | Счёт в финале         |
| --- | ----------- | --------------------------------------------- | -------- | --------------- | ----------------------------------- | --------------------- |
| 1.  | 6 янв 1992  | Веллингтон, Новая Зеландия                    | Хард     | Джонатан Старк  | Даниэль Вацек Михил Схаперс         | 6-3, 6-3              |
| 2.  | 20 июл 1992 | Sovran Bank Classic, Вашингтон, США           | Хард     | Брет Гарнетт    | Тодд Уитскен Кен Флэк               | 6-2, 6-3              |
| 3.  | 17 янв 1994 | Benson and Hedges, Окленд, Новая Зеландия     | Хард     | Патрик Макинрой | Патрик Гэлбрайт Грант Коннелл       | 6-2, 4-6, 6-4         |
| 4.  | 7 фев 1994  | Sybase Open, Сан-Хосе, США                    | Хард (i) | Рик Лич         | Байрон Блэк Джонатан Старк          | 4-6, 6-4, 6-4         |
| 5.  | 2 мая 1994  | AT&T Tennis Challenge, Атланта, США           | Грунт    | Ричи Ренеберг   | Франсиско Монтана Джим Пью          | 4-6, 7-6, 6-4         |
| 6.  | 3 окт 1994  | Davidoff Swiss Indoors, Базель                | Хард (i) | Патрик Макинрой | Лен Бейл Джон-Лаффни де Ягер        | 6-3, 7-6              |
| 7.  | 30 янв 1995 | Открытый чемпионат Австралии, Мельбурн        | Хард     | Ричи Ренеберг   | Даниэль Нестор Марк Ноулз           | 6-3, 3-6, 6-3, 6-2    |
| 8.  | 20 фев 1995 | Kroger St. Jude International, Мемфис, США    | Хард (i) | Ричи Ренеберг   | Бретт Стивен Томми Хо               | 4-6, 7-6, 6-1         |
| 9.  | 16 окт 1995 | Открытый чемпионат Тель-Авива, Израиль        | Хард     | Джим Грэбб      | Кент Киннэр Дэвид Уитон             | 6-4, 7-5              |
| 10. | 13 ноя 1995 | Кубок Кремля, Москва, Россия                  | Ковёр    | Байрон Блэк     | Бретт Стивен Томми Хо               | 6-4, 3-6, 6-3         |
| 11. | 16 ноя 1998 | Кубок Кремля, Москва (2)                      | Ковёр    | Джефф Таранго   | Даниэль Вацек Евгений Кафельников   | 6-4, 6-7, 6-3         |
| 12. | 11 янв 1999 | Qatar Open, Доха                              | Хард     | Алекс О'Брайен  | Пит Норвал Кевин Ульетт             | 6-3, 6-4              |
| 13. | 23 авг 1999 | RCA Championships, Индианаполис, США          | Хард     | Паул Хархёйс    | Оливье Делатр Леандер Паес          | 6-3, 6-4              |
| 14. | 13 мар 2000 | Чемпионат Аризоны, Скоттсдейл, США            | Хард     | Ричи Ренеберг   | Патрик Гэлбрайт Дэвид Макферсон     | 6-3, 7-5              |
| 15. | 20 мар 2000 | Indian Wells Masters, США                     | Хард     | Алекс О’Брайен  | Сэндон Столл Паул Хархёйс           | 6-4, 7-6(5)           |
| 16. | 21 авг 2000 | Legg Mason Tennis Classic, Вашингтон (2)      | Хард     | Алекс О’Брайен  | Андре Агасси Саргис Саргисян        | 7-5, 6-1              |
| 17. | 12 мар 2001 | Franklin Templeton Classic, Скоттсдейл (2)    | Хард     | Дональд Джонсон | Марсело Риос Шенг Схалкен           | 7-6(3), 6-2           |
| 18. | 30 апр 2001 | Open SEAT, Барселона, Испания                 | Грунт    | Дональд Джонсон | Фернандо Висенте Томми Робредо      | 7-6(2), 6-4           |
| 19. | 7 мая 2001  | Открытый чемпионат Мальорки, Испания          | Грунт    | Дональд Джонсон | Фелисиано Лопес Франсиско Роиг      | 7-5, 6-3              |
| 20. | 25 июн 2001 | Открытый чемпионат Ноттингема, Великобритания | Трава    | Дональд Джонсон | Эндрю Кратцман Пол Хенли            | 6-4, 6-2              |
| 21. | 9 июл 2001  | Уимблдонский турнир, Лондон, Великобритания   | Трава    | Дональд Джонсон | Иржи Новак Давид Рикл               | 6-4, 4-6, 6-3, 7-6(6) |
| 22. | 29 окт 2001 | If Stockholm Open, Швеция                     | Хард (i) | Дональд Джонсон | Йонас Бьоркман Тодд Вудбридж        | 6-3, 4-6, 6-3         |
| 23. | 7 янв 2002  | Qatar Open, Доха (2)                          | Хард     | Дональд Джонсон | Иржи Новак Давид Рикл               | 6-3, 7-6(5)           |
| 24. | 14 янв 2002 | Adidas International, Сидней, Австралия       | Хард     | Дональд Джонсон | Джошуа Игл Сэндон Столл             | 6-4, 6-4              |
| 25. | 28 окт 2002 | Открытый чемпионат Санкт-Петербурга, Россия   | Хард (i) | Дэвид Адамс     | Ираклий Лабадзе Марат Сафин         | 7-6(8), 6-3           |
| 26. | 16 фев 2004 | Indesit Milano Indoors, Италия                | Ковёр    | Павел Визнер    | Даниэле Браччали Джорджо Галимберти | 6-4, 6-4              |
| 27. | 4 окт 2004  | Открытый чемпионат Шанхая, КНР                | Хард     | Павел Визнер    | Рик Лич Брайан Макфи                | 4-6, 7-6(4), 7-6(11)  |
| 28. | 11 окт 2004 | AIG Japan Open, Токио                         | Хард     | Павел Визнер    | Иржи Новак Петр Пала                | 5-1 отказ             |

### Смешанный парный разряд (2)
| №  | Дата        | Турнир                                 | Покрытие | Партнёр               | Соперники в финале                  | Счёт в финале |
| -- | ----------- | -------------------------------------- | -------- | --------------------- | ----------------------------------- | ------------- |
| 1. | 30 янв 2000 | Открытый чемпионат Австралии, Мельбурн | Хард     | Ренне Стаббз          | Аранча Санчес Викарио Тодд Вудбридж | 7-5, 7-6(3)   |
| 2. | 10 сен 2000 | Открытый чемпионат США, Нью-Йорк       | Хард     | Аранча Санчес Викарио | Анна Курникова Максим Мирный        | 6-4, 6-3      |

## Статистика участия в центральных турнирах в мужском парном разряде
| Турнир                                | 1988 | 1989 | 1990 | 1991 | 1992 | 1993 | 1994 | 1995 | 1996 | 1997 | 1998 | 1999 | 2000 | 2001 | 2002 | 2003 | 2004 | 2005 | Итого  | В / П за карьеру |
| ------------------------------------- | ---- | ---- | ---- | ---- | ---- | ---- | ---- | ---- | ---- | ---- | ---- | ---- | ---- | ---- | ---- | ---- | ---- | ---- | ------ | ---------------- |
| Открытый чемпионат Австралии          | НУ   | НУ   | НУ   | НУ   | 1/4  | НУ   | 1К   | П    | НУ   | НУ   | НУ   | 2К   | 1/2  | НУ   | 1/2  | 1/4  | 1К   | 1К   | 1 / 9  | 21-8             |
| Открытый чемпионат Франции            | НУ   | НУ   | НУ   | НУ   | 2К   | 3К   | 1К   | 2К   | 1/2  | НУ   | НУ   | 2К   | 1К   | 1К   | 2К   | 3К   | 2К   | 1К   | 0 / 12 | 13-12            |
| Уимблдонский турнир                   | НУ   | НУ   | НУ   | НУ   | 2К   | 1К   | НУ   | 3К   | 2К   | НУ   | НУ   | Ф    | 1/4  | П    | 1/2  | 3К   | 3К   | 1К   | 1 / 11 | 25-10            |
| Открытый чемпионат США                | 1К   | 1К   | НУ   | 3К   | 1К   | 1К   | 1/4  | 1К   | 2К   | НУ   | 1К   | 1К   | 1/2  | Ф    | 1/4  | 3К   | 3К   | 2К   | 0 / 16 | 22-16            |
| Чемпионат ATP / Кубок Мастерс         | НУ   | НУ   | НУ   | НУ   | НУ   | НУ   | НУ   | НУ   | НУ   | НУ   | НУ   | КТ   | КТ   | -    | -    | НУ   | НУ   | НУ   | 0 / 2  | 2-4              |
| Олимпийские игры                      | НУ   | -    | -    | -    | НУ   | -    | -    | -    | НУ   | -    | -    | -    | 2К   | -    | -    | -    | НУ   | -    | 0 / 1  | 0-1              |
| ATP Masters Series                    |      |      |      |      |      |      |      |      |      |      |      |      |      |      |      |      |      |      |        |                  |
| Индиан-Уэллс                          | -    | -    | НУ   | НУ   | 1К   | 1/4  | 1К   | 1К   | НУ   | НУ   | НУ   | 2К   | П    | 1/4  | 1/2  | 2К   | НУ   | 1К   | 1 / 10 | 13-9             |
| Майами                                | -    | -    | НУ   | НУ   | 2К   | 1/4  | Ф    | 1/4  | НУ   | НУ   | НУ   | 2К   | 1/2  | 2К   | Ф    | НУ   | 2К   | 1К   | 0 / 10 | 17-10            |
| Монте-Карло                           | -    | -    | НУ   | НУ   | НУ   | НУ   | НУ   | НУ   | НУ   | НУ   | НУ   | 1К   | 1/2  | 1/4  | 1/2  | 2К   | 1/4  | 1К   | 0 / 7  | 9-7              |
| Открытый чемпионат Италии             | -    | -    | НУ   | НУ   | НУ   | НУ   | НУ   | 1К   | НУ   | НУ   | НУ   | 2К   | 1/4  | НУ   | 1/4  | 1/4  | 2К   | 1К   | 0 / 7  | 6-7              |
| Открытый чемпионат Германии           | -    | -    | НУ   | НУ   | НУ   | НУ   | НУ   | НУ   | НУ   | НУ   | НУ   | Ф    | 1К   | 1/4  | 2К   | 2К   | 1К   | НУ   | 0 / 6  | 8-6              |
| Монреаль / Торонто                    | -    | -    | НУ   | НУ   | НУ   | 1/4  | Ф    | НУ   | НУ   | НУ   | НУ   | 1/4  | 2К   | Ф    | 1/4  | НУ   | 1/4  | НУ   | 0 / 7  | 14-7             |
| Цинциннати                            | -    | -    | НУ   | НУ   | НУ   | 1/4  | 1/2  | 1/4  | НУ   | НУ   | НУ   | 1/4  | 1К   | 2К   | 1/4  | 1К   | 1/2  | НУ   | 0 / 9  | 13-9             |
| Стокгольм / Эссен / Штутгарт / Мадрид | -    | -    | НУ   | НУ   | НУ   | 1К   | 1/2  | 1К   | НУ   | НУ   | НУ   | 2К   | 2К   | 2К   | 1/4  | 1/2  | 1К   | НУ   | 0 / 9  | 6-9              |
| Париж                                 | -    | -    | НУ   | НУ   | 2К   | НУ   | 1/4  | 1К   | НУ   | НУ   | НУ   | Ф    | 1/2  | 1/4  | 2К   | 1К   | 1К   | НУ   | 0 / 9  | 8-9              |